# Polyommatus analijuncta
Polyommatus analijuncta är en fjärilsart som beskrevs av Beuret 1926. Polyommatus analijuncta ingår i släktet Polyommatus och familjen juvelvingar. Inga underarter finns listade i Catalogue of Life.